# Occupy Deejay
Occupy Deejay è stato un programma televisivo italiano, un contenitore pomeridiano trasmesso su Deejay TV da maggio 2012 fino al dicembre 2014. Il programma ospitava The Flow, sezione di approfondimento dedicata al mondo del rap, condotta da Marco Mixup.
La prima serie andava in onda a partire dalle ore 15:00 e sino alle ore 18:30, mentre a partire da ottobre 2012 (con l'inizio della seconda stagione) il programma è stato trasmesso dalle 15:00 alle 18:00 sino al periodo natalizio, per poi ritornare in onda nel gennaio 2013 con un orario più ristretto, dalle 15:30 sino alle 17:00.
Ogni giorno vengono trasmessi videoclip alternati a interviste ad ospiti in studio non solo legati al mondo della musica, ma anche ad attori, sportivi, comici e altri personaggi del mondo dello spettacolo e del web. Per un periodo, durante la trasmissione X Factor, ogni venerdì i conduttori avevano in studio come ospiti i cantanti partecipanti al talent show ed eliminati la sera prima dal programma. Erano spesso ospiti della trasmissione anche gli artisti che, durante la giornata, partecipavano alle dirette radiofoniche di Radio Deejay.
La trasmissione andava in onda dagli studi di via Massena, sede della radio.
L'ultima puntata è andata in onda il 18 dicembre 2014. 

## Conduttori

### Prima Stagione
- Wintana Rezene

### Seconda Stagione
- Andres Diamond
- Wintana Rezene

### Terza Stagione
- Andres Diamond
- Valentina Pegorer

### Quarta Stagione
- Valentina Pegorer
- Alessandro Bruni Ocaña